# Ska Voovee
Ska Voovee es el noveno disco de estudio de la banda jamaicana de ska The Skatalites.
Lanzado en 1993, Ska Voovee cuenta con el saxofonista original Tommy McCook al frente de una formación que incluye a miembros originales, como el bajista Lloyd Brevett, el baterista Lloyd Knibbs y el saxofonista alto Lester Sterling, junto a músicos recién llegados e invitados del jazz, entre ellos el trombonista Steve Turre y el trompetista Frank Morgan.
El sello Shanachie convocó al grupo para realizar el álbum (editado en Japón como “McCooke's Book”), un trabajo que recibió una excelente aceptación del público, permitiéndoles realizar con éxito su primer tour europeo. Este álbum fue bastante fiel al estilo de la banda, con instrumentales animados como "Skamaica" y "Skapan" que se reconocen al instante como auténticas interpretaciones de The Skatalites.

## Lista de canciones
Todas las canciones escritas y compuestas por The Skatalites. 
| N.º   | Título              | Duración |  |
| 1.    | «Police Woman»      | 4:21     |  |
| 2.    | «Skafrica»          | 4:43     |  |
| 3.    | «Skandy»            | 4:41     |  |
| 4.    | «The Don (Part I)»  | 4:20     |  |
| 5.    | «The Don (Part II)» | 4:19     |  |
| 6.    | «Skapan»            | 5:40     |  |
| 7.    | «Ska Boss»          | 5:03     |  |
| 8.    | «Oriental Ska»      | 5:02     |  |
| 9.    | «Skamaica»          | 4:18     |  |
| 10.   | «Skalifornia»       | 3:42     |  |
| 11.   | «Skanhattan»        | 5:01     |  |
| 12.   | «Ska Voovee»        | 5:40     |  |
| 56:55 |                     |          |  |